# Hustømrerne
Hustømrerne A/S er en dansk tømrervirksomhed, som har kompetencer indenfor entreprise, service, glarmester og maskinsnedkeri. De har hovedkvarter i Aarhus med afdelinger i Aalborg, Kolding, Odense og Rødekro. 
I 2024 havde Hustømrerne ca. 300 ansatte og omsatte for 327 mio. kroner.
Virksomheden blev etableret i Aarhus i 1920 under navnet Hustømrernes Aktieselskab. Virksomheden har sidenhen åbnet flere afdelinger, og den er i dag en del af det fondsejede JBH Gruppen.